# Parábasis
En la comedia griega antigua, la parábasis es un momento en la obra en que todos los actores salen del escenario y se quedan solamente los miembros del coro para dirigirse directamente al público. Los miembros del coro abandonan parcialmente o completamente su papel dramático para hablar con el público sobre un tema relacionado al de la obra.
Por ejemplo, en Las avispas de Aristófanes, la primera parábasis consiste en un reproche de Aristófanes al público por haberlo deshonrado en un certamen y en un juicio, mientras que la segunda parábasis es más corta, y consiste en una serie de chistes sobre personajes populares entre el público ateniense del tiempo (el político Cleón, por ejemplo). En la parábasis de Las aves, una obra posterior, el coro invita al público a unirse a la nueva ciudad de las aves, aunque esta vez ellos no abandonan, como en Las avispas, su papel dramático, y el público espectador es visto como un personaje más.
Una parábasis normalmente consiste en tres canciones (S) alternando con tres discursos (s) en el orden S-s-S-s-S-s. 
El primer discurso muchas veces termina con un pasaje que debe ser pronunciado muy rápidamente (teóricamente en un solo aliento - llamado pnigos).
La parábasis es una característica exclusiva de la Comedia Antigua y, con la disminución de importancia del coro, la parábasis fue abandonada.
- Datos: Q680663